# Janjira

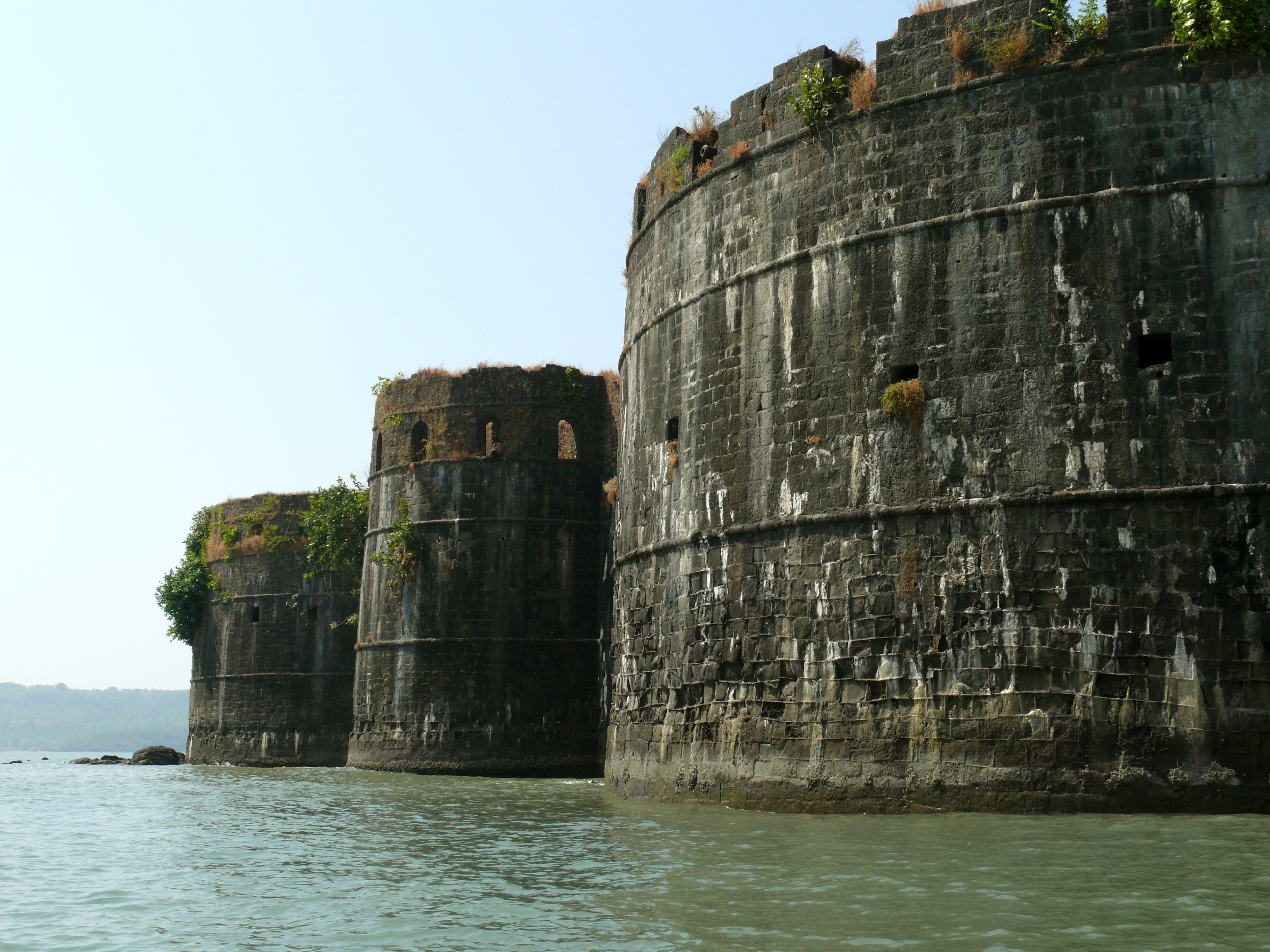
bastions de l'antic fort

Janjira (derivat de Jazira = illa; també Habsan, que vol dir "Terra Africana") fou un estat tributari protegit de l'Índia a l'agència política de Kolaba al Konkan, presidència de Bombai.

## Geografia
Limitava al nord amb el Kundalika o Roha al districte de Kolaba; a l'est amb el mateix districte; al sud amb el riu Bankoy al districte de Ratnagiri; i a l'oest amb la mar d'Aràbia.
A la meitat de la línia costanera l'estat queda dividit en dues porcions, una al nord i una al sud, pel golf de Rajpuri. La superfície era de 839 km² sense comptar Jafarabad, una dependència al Kathiawar considerat estat separat en unió personal.
Els rius principals eren de nord a sud: Mandla-Borlai, Nandgaon, Murud, Rajpuri, Panchaitan o Dive-Borlai, i Srivardhan. El clima era suau.

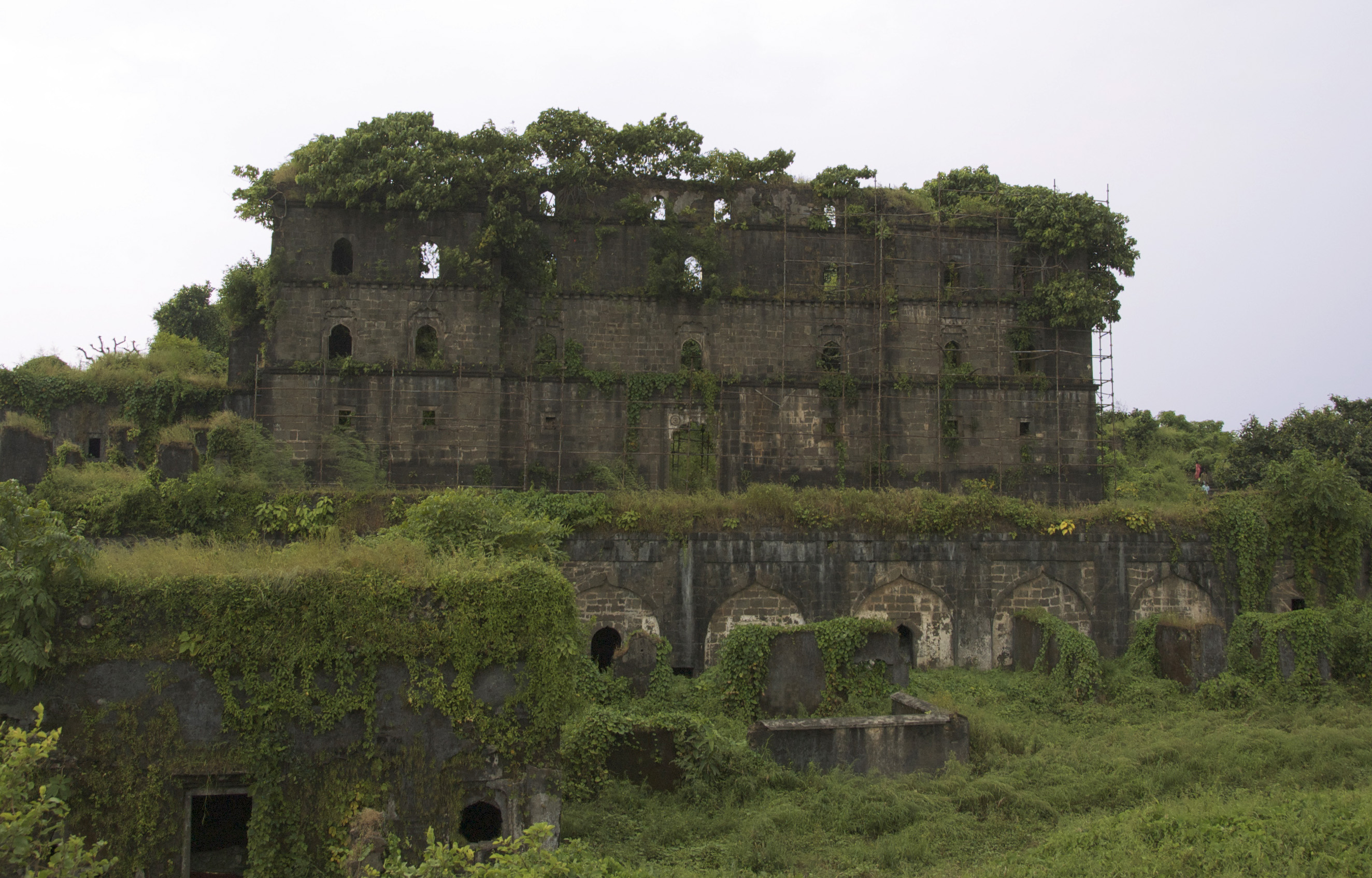
Ruïnes del palau de la reina

## L'estat
La població era:
- 1872: 71.996
- 1881: 76.361
- 1891: 81.780
- 1901: 85.414
- 1931: 110.389

Les principals ciutats eren Murud (3.553 habitants el 1901) i Srivardhan (5.961) les dues úniques municipalitats (a part Jafarabad); i havia 284 pobles. El 82% eren hindús i el 17% musulmans; el 1901 es comptaven 566 bani-israelians d'ascendencia jueva. L'estat va patir escassedats el 1872, 1875, 1878, 1879, 1881 i 1899-1900.
El govern estava en mans del karbhari a les ordes del nawab i subjecte a l'agent polític. Els ingressos s'estimaven en 5 lakhs. L'exèrcit el formaven 30 infants, 14 artillers i 188 irregulars, en total 232, més 137 policies.
La capital era el poble de Janjira a 18° 18′ N, 73° 00′ E / 18.300°N,73.000°E a 70 km al sud de Bombai, a l'illa Janjira, amb una fortalesa a l'entrada al riu Rajpuri, a 1 km de la costa continental. A uns 3 km a l'oest, al cap Nanwell, hi ha un vell far.

## Història
Vers 1489 un abissini (un negre africà) al servei dels nizamshàhides d'Ahmednagar, destacat mercader, va obtenir permís d'un cap local i capita Koli Ram Patel, per desembarcar uns paquets; dins dels paquets anaven amagats soldats (un en cada paquet) contractats pel mercader, i així els abissinis es van apoderar de l'illa que van anomenar Jazira o Janjira, així com el fort de Danda Rajpuri. El senyor local es va fer vassall del sultà de Bijapur. En temps del maratha Sivaji el govern del Konkan del sud estava en mans de l'almirall de la flota de Bijapur que també era abissini o habshi. Quan Sivaji va atacar Janjira, Bijapur no li va enviar socors; l'almirall va oferir els seus servis a l'emperador Aurangzeb el 1670. Janjira va resistir sola als atacs dels marathes fins al punt que la seva conquesta ja fou un punt d'honor per aquestos. Sivaji va fer diversos atacs; el 1632 va fer un intent decisiu enviant al seu fill Sambhaji, que va assetjar l'illa i va intentar connectar-la amb el continent per una cadena de roques, projecte que va fallar; nous atacs foren rebutjats amb fortes pèrdues pels atacants. Des d'aquest temps es titulaven nawabs, si bé el títol no fou concedit formalment fins al 1676 per l'emperador. El 1733 els esforços combinats del peshwa i el seu almirall Angria no podien amb Janjira que va fer aliança amb els britànics. Quan els britànics van dominar Konkan, les interferències a l'estat es van acabar.
El sobirà de la dinastia sidi (possible corrupció de sayyid) o abissínia (habshi) portava el títol de nawab reconegut pels britànics el 1803; els britànics li van concedir un sanad garantint la possessió segons la llei musulmana. La primogenitura no era necessàriament observada. Fins al 1868 va gaudir de plena independència, ja que no hi havia agent polític nomenat; però llavors l'administració fou considerada defectuosa en alguns aspectes, i es va enviar un agent; el 1870 es va signar un tractat que regulava les tasques del govern britànic. El nawab tenia salutació d'onze canonades des de 1903 (abans nou) i el 1918 va rebre el dret personal a tretze canonades; el 1921 la salutació als seus dominis propis va pujar a tretze canonades.

## Bandera
Rectangular vermella, al vol uma mitja lluna blanca amb les puntes cap a la part superior, i un estrella blanca.

## Llista de wazirs i (des de 1676) nawabs
- No coneguts 1498-vers 1620
- Nawab Sidi AMBER SANAK -1642
- Nawab Sidi YUSUF KHAN (fill) 1642-1648,
- Nawab Sidi FATEH KHAN (fill) 1648-?
- KHARIYAT KHAN abans de 1676
- Nawab Sidi KASIM KHAN II (Yaqut Khan) vers 1676-1703
- Nawab AMBAT YAKUT KHAN 1703-1707
- Nawab Sidi SURUL (o SURUR) KHAN II 1706-1732 (Rasul Khan)
- Nawab Sidi HASAN KHAN (fill) 1732-1734
- Nawab Sidi SUMBUL KHAN 1734-1737
- Nawab Sidi ABDURRAHMAN KHAN (fill de Surul) 1737-1740
- Nawab Sidi HASAN KHAN (segona vegada) 1740-1746
- Nawab Sidi IBRAHIM KHAN I 1746-1757
- Nawab Sidi MUHAMMED KHAN 1757
- Nawab Sidi IBRAHIM KHAN (segona vegada) 1757-1761 (vers 1760 thanadar de Jafadarabad)
- Nawab Sidi YAQUT KHAN (usurpador) 1761-1772
- Nawab Sidi ABDURRAHIM KHAN 1772-1784 (Abd al-Rahim Khan)
- Nawab Sidi JAHAN KHAN (fill) 1784-1789
- Nawab Sidi IBRAHIM KHAN II 1789-1794
- Nawab Sidi JAMRUD KHAN 1794-1803
- Nawab Sidi IBRAHIM KHAN II (segona vegada) 1803-1826
- Nawab MUHAMMED KHAN I 1826-1848
- Nawab IBRAHIM KHAN III 1848-1879
- Nawab Sidi Sir AHMAD KHAN SIDI IBRAHIM KHAN 1879-1922 (+ 2 de maig de 1922)
- Nawab Sidi MUHAMMED KHAN II SIDI AHMAD KHAN 1922-1948 (+ 1 d'abril de 1972)
  - Kulsum Begum, reina regent 1922-1933